# Чистяков, Иван Петрович
Иван Петрович Чистяков — советский государственный и политический деятель, председатель Магаданского областного исполнительного комитета.

## Биография
Родился в 1914 году. Член ВКП(б) с 1940 года.
С 1935 года — на общественной и политической работе. В 1935—1980 гг. — учитель, директор школы в Сахалинской области, инспектор, заведующий Сахалинским областным отделом народного образования, заведующий Хабаровским городским отделом народного образования, заместитель председателя Исполнительного комитета Магаданского областного Совета, председатель Исполнительного комитета Магаданского областного Совета, затем в Совете Министров РСФСР.
Избирался депутатом Верховного Совета РСФСР 6-го, 7-го, 8-го, 9-го созывов.
В 1966 году Чистяков на сессии Верховного совета РСФСР подверг критике состояние социально-культурного обслуживания Магаданской области и отметил пренебрежение к региону со стороны союзных министров, заявив следующее:

Магаданцам до этого года очень редко приходилось видеть в области руководящих работников министерств и тем более министров. И это усложняло работу области в решении многих жизненно важных вопросов, и особенно строительства новых предприятий, улучшения жилищных, бытовых и культурных условий трудящихся
Выступление Чистякова подействовало — Совет министров РСФСР учел основные предложения магаданских руководителей.